# Boca de Ambas Ribeiras
Boca de Ambas Ribeiras es una localidad caboverdiana del municipio de Ribeira Grande.

## Geografía
La localidad está situada en la isla de Santo Antão.

## Organización territorial
La localidad abarca los lugares y barrios de:
- Boca de Ambas Ribeiras
- Chã Boca de Ambas Ribeiras
- Chã de Fusil
- João Gomes